# 豪斯克里克 (密蘇里州)
豪斯克里克（英語：House Creek）是位於美國密蘇里州卡特縣的非建制地區。

## 地理
豪斯克里克所處的海拔為高於海平面181米（即594英呎），而該地所採用的時區為UTC-6，即北美中部時區（CST）。同時該地設有夏令時間，為UTC-6調快一小時，即UTC-5（CDT）。